# 勞特塔瓦爾湖
4°36′43″N 96°55′25″E / 4.61194°N 96.92361°E

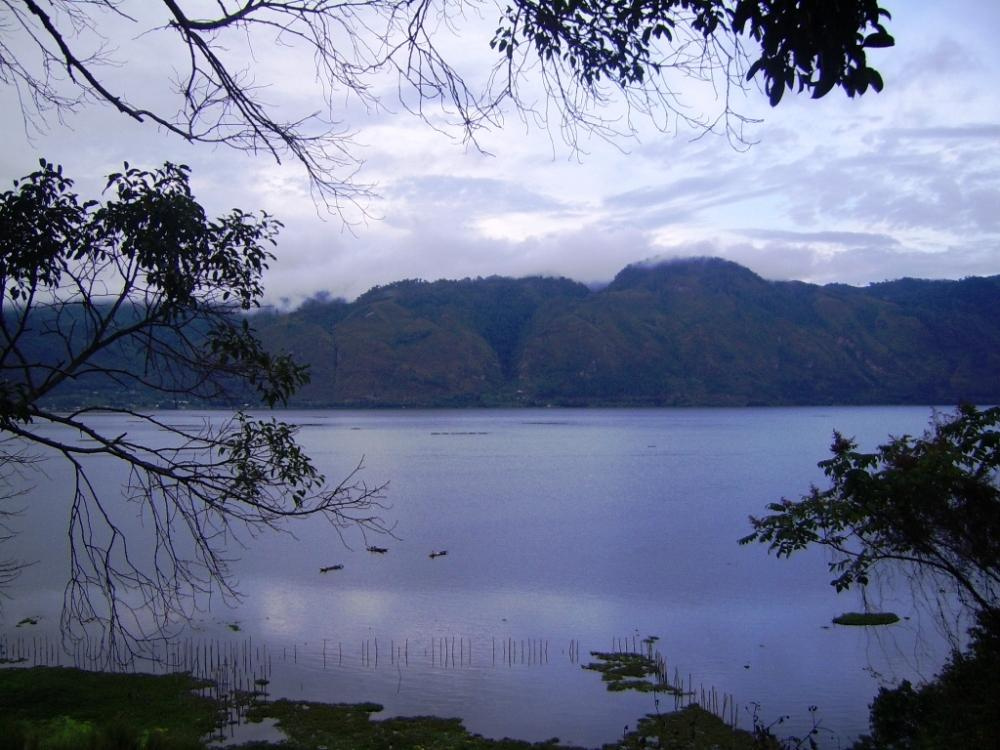

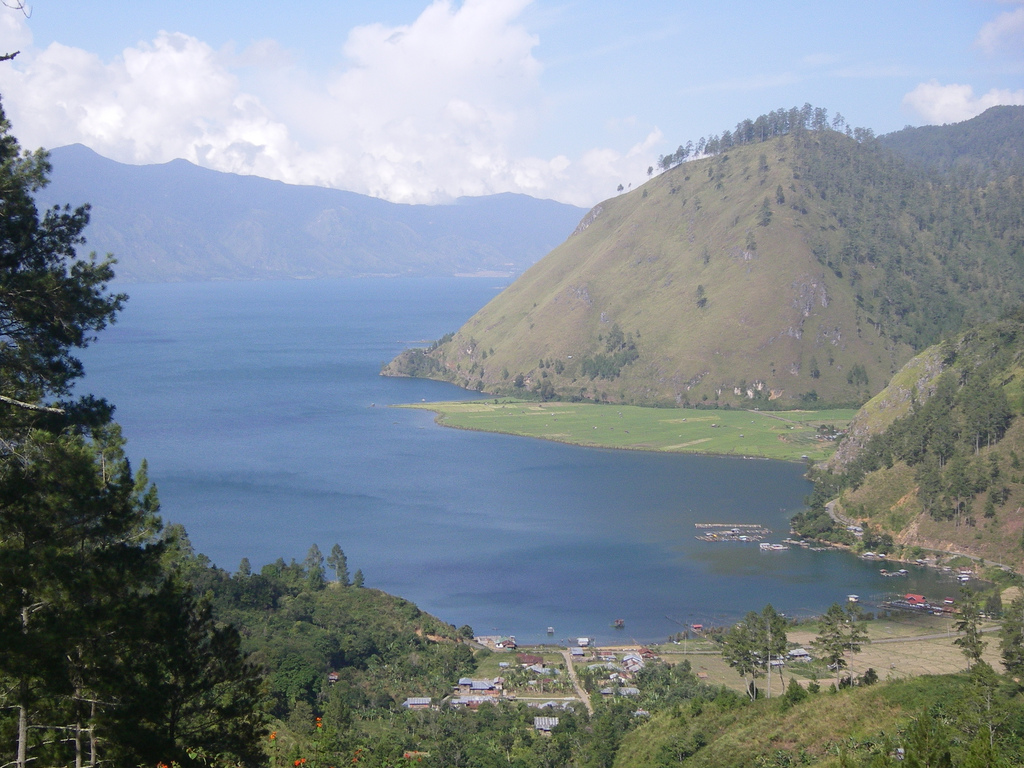

勞特塔瓦爾湖是印度尼西亞的湖泊，位於蘇門答臘島北部，由亞齊特別行政區負責管轄，長17公里、寬3公里，面積70平方公里，海拔高度1,100米，最大水深80米，蓄水量25億立方米。